# 岳塘区
岳塘区（がくとうく）は中華人民共和国湖南省湘潭市に位置する市轄区。南北を湘江に挟まれている。
区の東側に長距離バスターミナルと京珠公路の馬家河料金所がある。湘潭市政府は中心部の芙蓉東路にある。
また、工業区が区東部に集中し、昭山経済開発総会社、迅達工業団地、双馬工業団地などがある。

## 行政区画
- 街道弁事所：岳塘街道、東坪街道、書院路街道、下摂司街道、建設路街道、五里堆街道、宝塔街道、霞城街道、荷塘街道、板塘街道、双馬街道
- 鎮：昭山鎮

## 観光地

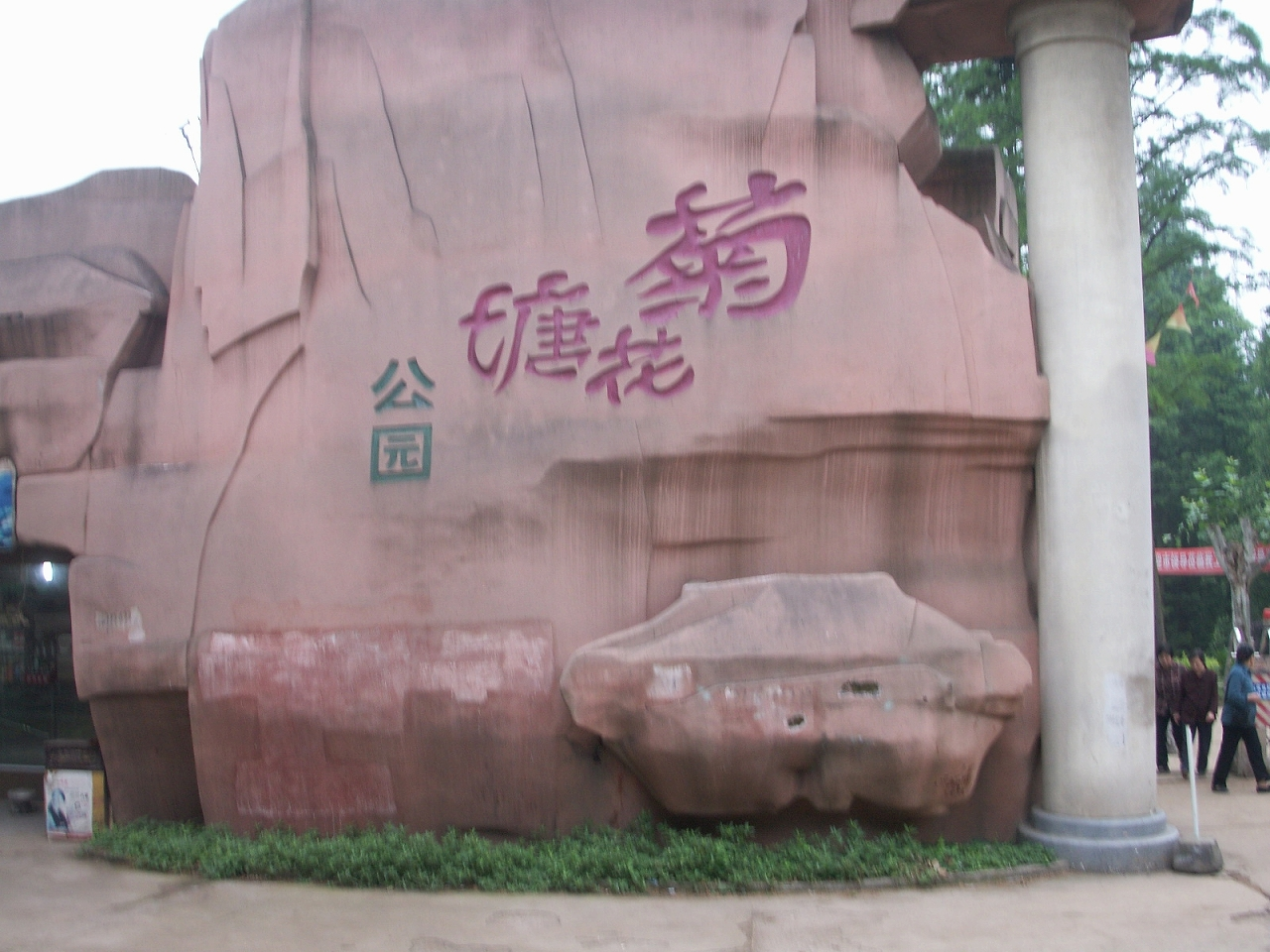
菊花塘公園

- 東方紅広場
- 岳塘公園
- 菊花塘公園
- 宝塔山公園
- 金橋体育中心
- 張公廟